# ハクチョウゲ

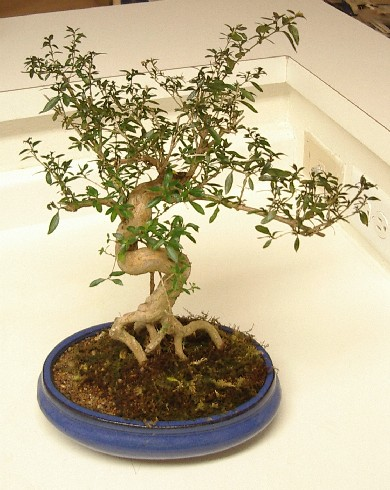
ハクチョウゲの盆栽

ハクチョウゲ（白丁花、六月雪、学名: Serissa japonica (Thunb.) Thunb., 1798; シノニム: Serissa foetida (L.f.) Poir. ex Lam., 1781）とは、アカネ科ハクチョウゲ属の植物の一種。

## 名称
ハクチョウゲという和名の由来は、その花が丁字型の白い花を付けるところから、白い丁字花という意味で名付けられている。「白鳥花」と書かれる場合もあるが、この場合は白鳥とは関係がなく単なる当て字である。中国名は「六月雪」。

## 分布
原産地は東南アジア。日本の沖縄、中国、台湾、インドシナ半島、タイに分布する。

## 形態・生態
常緑広葉樹の小低木。樹高は0.5 - 1メートルほどで、よく枝分かれする。葉は揉むと悪臭を放つ。花期は5 - 7月頃であるが、西日本の暖地では秋の気候の良い時期にも開花することがある。日本では、ふつう果実は出来ない。
緑葉の基本種で薄い藤色の一重花、緑葉で純白色の一重花、一般的な覆輪斑入りの物も、白花と藤色花の個体が散見される。また、白花個体の中から選抜されたポンポン咲きもあり、この品種はカスミソウのように沢山花をつける。英国では 'Flore Pleno'、'Kyoto'、'Mount Fuji'、'Variegata'、'Variegata Pink' などといった園芸品種名の付けられた選抜個体がある。なお、日本国内の個体との相関関係は不明。紫色の花をつけるシチョウゲは、ハクチョウゲの近縁種である。

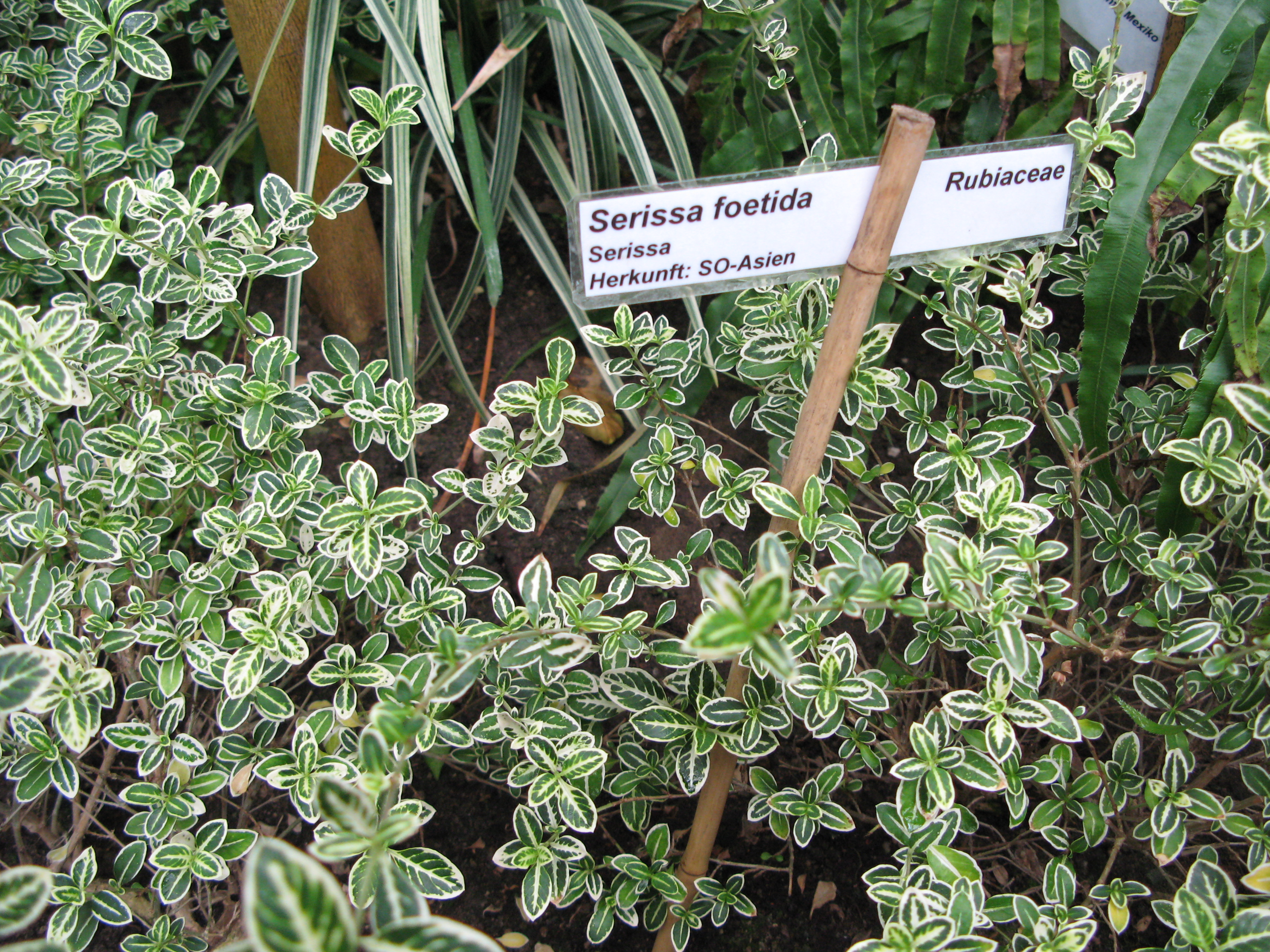
葉
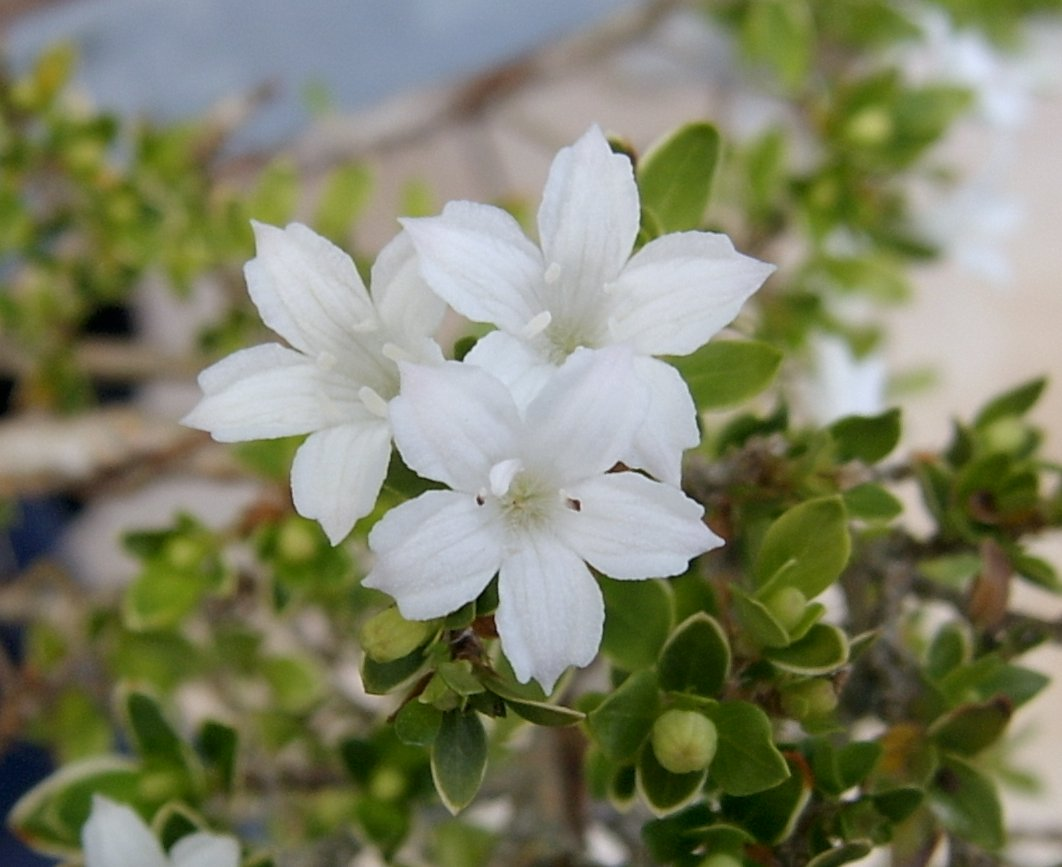
花(一重)
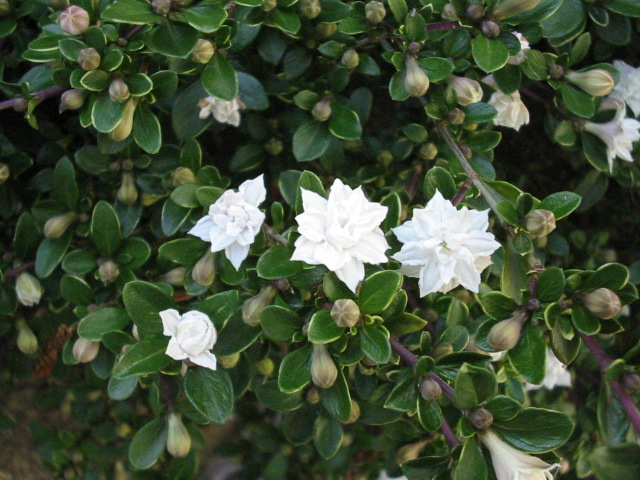
花(八重)

## 人間との関わり
強い刈り込みにもよく耐え、細かい枝が容易に分岐し、病虫害にも耐性があり、生垣や庭木として利用されている。また、造園での修景用緑化灌木・盆栽・園芸などで扱われる。挿し木で繁殖させることが容易な部類に入る。刈り込み仕立てが普通だが、自然樹形仕立てにすることもある。

## ハクチョウゲ属
ハクチョウゲ属（Serissa）はキュー植物園が携わるデータベースである Govaerts (2019) によればハクチョウゲただ1種のみが認められているが、Govaerts がハクチョウゲのシノニムの一つとしているシナハクチョウゲ Serissa serissoides (DC.) Druce を独立した種と認める場合がある。

## 品種（園芸品種）
庭木や盆栽としてよく栽培されるので色々な品種が存在する。
- フイリハクチョウゲ -- 葉に模様が入る

- ヤエハクチョウゲ -- 八重咲き種

- フタエザキハクチョウゲ -- 花が二重

- ダンチョウゲ -- 節が詰まり、葉が密に重なり合う